# Kaufmann Izidor
Kaufmann Izidor (héberül: איזידור קאופמן; Arad, 1853. március 22. – Bécs, 1921. november 16.) zsidó származású magyar festő.

## Élete, munkássága
Kaufmann Izidor édesapja egy Aradon állomásozó honvédkapitány volt, aki fiát kereskedőnek szánta. A gyermeknek azonban igen korán megmutatkozott a képzőművészeti tehetsége, így aztán tanulmányait a budapesti Mintarajziskolában folytatta. Később a bécsi akadémián is megfordult. Eleinte történeti kompozíciókat (Cicero halála), később bécsi életképeket festett, amelyekkel sikert aratott. Ezután fordult a rá jellemző témához: a zsidó népélethez. Sok éven keresztül, különösen a nyári hónapokban beutazta Kelet-Galícia, Orosz-Lengyelország, Morvaország, a magyar felvidék szegény zsidók lakta apró helyeit, hogy képeihez motívumokat keressen. 1888-tól képeit rendszeresen állította ki a bécsi Künstlerhaus. 1891-ben aranyérmet nyert. Időnként a budapesti Műcsarnokban is kiállított. Festményeit a bécsi Kunsthistorisches Museum és a budapesti Szépművészeti Múzeum is őrzi. Fia, Philipp szintén festő lett.

## Külső hivatkozások
- A Kieselbach Galéria honlapján
- A Magyar Zsidó lexikonban[halott link]

1. ↑  BillionGraves (angol nyelven)